# Voile de la Mariée (Bocognano)
Pour les articles homonymes, voir Voile de la Mariée.
 (octobre 2018).
Si vous disposez d'ouvrages ou d'articles de référence ou si vous connaissez des sites web de qualité traitant du thème abordé ici, merci de compléter l'article en donnant les références utiles à sa vérifiabilité et en les liant à la section « Notes et références ».
La cascade du Voile de la Mariée (A Piscia di a Sposa en langue corse), est une chute d'eau de 70 mètres localisée en Corse (département de la Corse-du-Sud) sur la commune de Bocognano.

## Description
Une plaque en métal au pied de la cascade explique la légende relative à cet endroit et l'origine de sa dénomination.
Il s'agit d'une métaphore tragique et funeste d'une jeune fille de condition modeste qui souhaitait s'unir, contre l'avis de son père, à un homme riche qui l'aimait.
Le jour du mariage, les époux sont obligés de fuir dans la montagne le père qui les poursuit : la mariée glisse et tombe laissant comme unique souvenir son voile de mariée.

## Accès
Pour y accéder, à partir de Bocognano, prendre la route de la Scalella qui va à Bastelica jusqu'au Pont de Salicio. Abandonner le véhicule et emprunter le sentier indiqué et balisé qui mène au pied de la cascade après 100 mètres de marche.

## Galerie

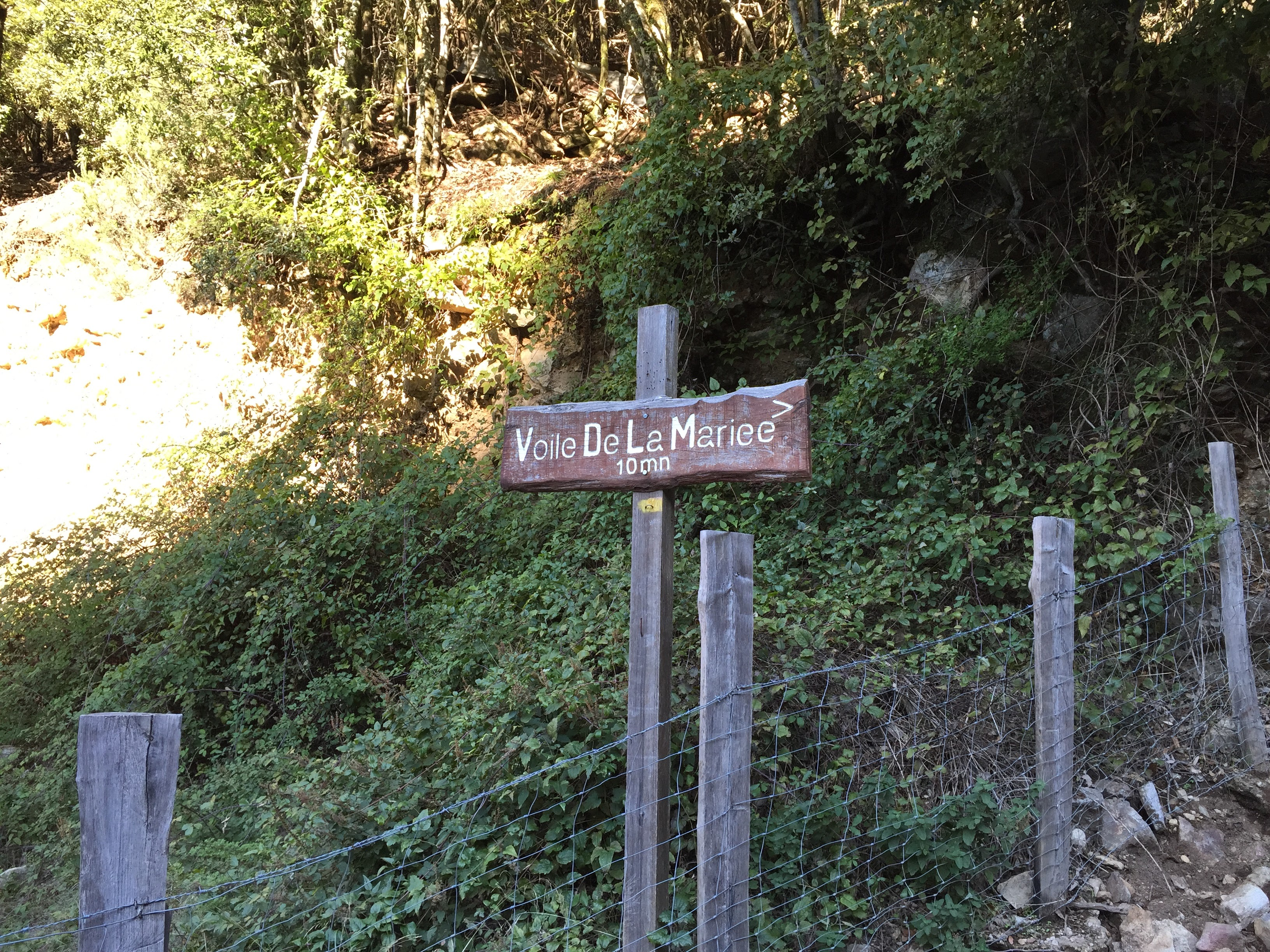
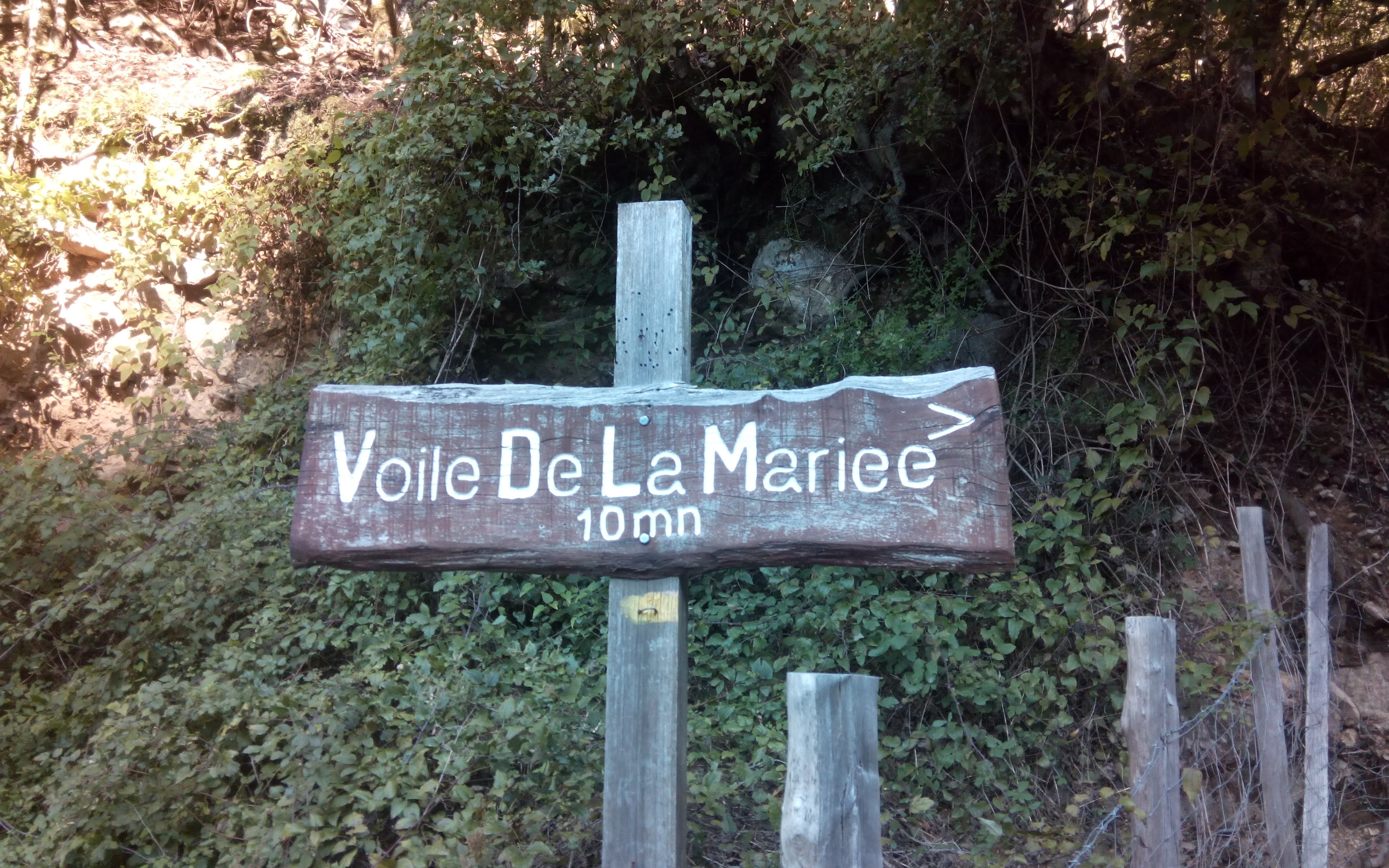
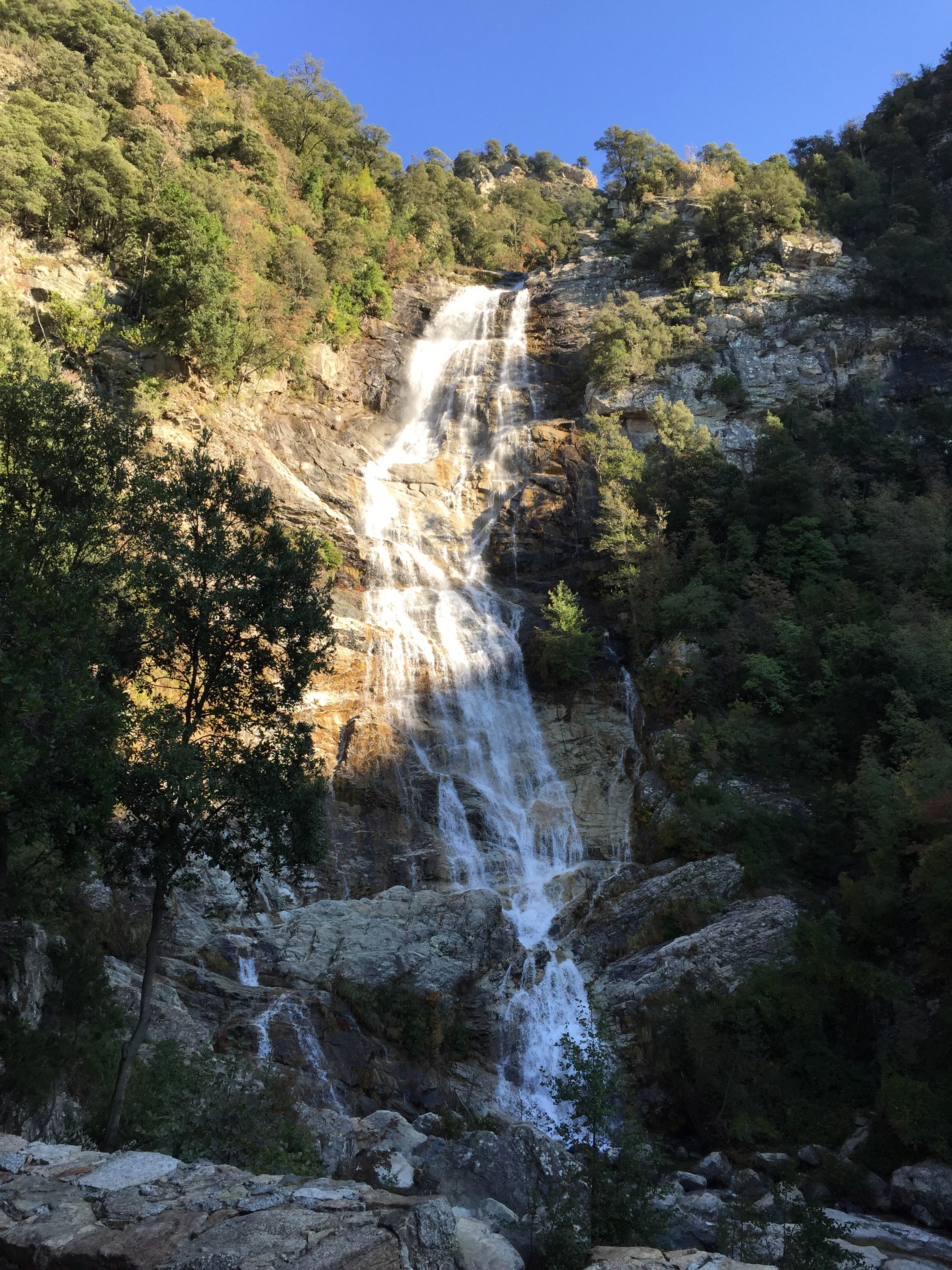
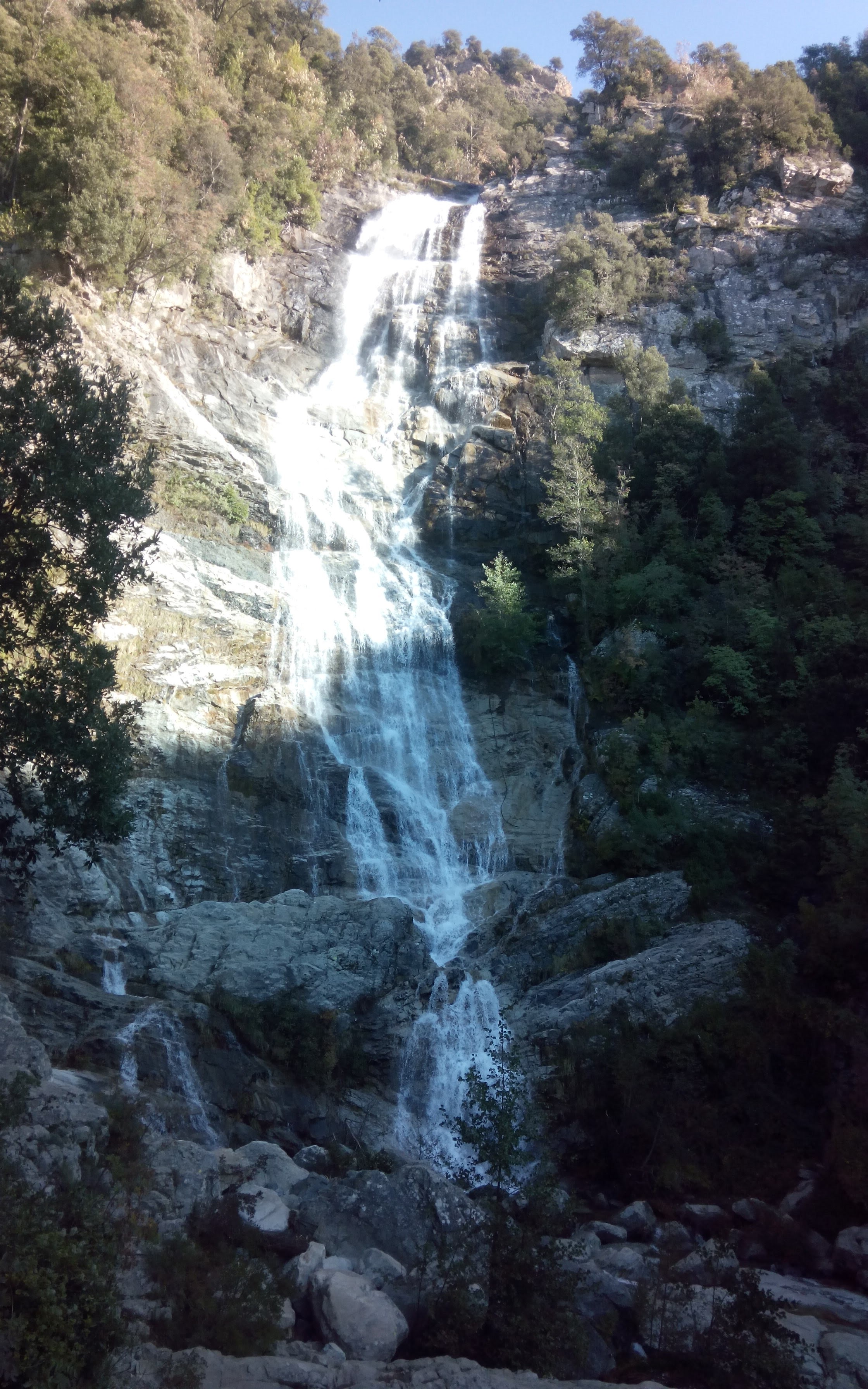